# Kirchhatten
Kirchhatten ist der drittgrößte Ortsteil der Gemeinde Hatten im niedersächsischen Landkreis Oldenburg und Sitz der Gemeinde.

## Geografie
Der Ort liegt am Kreuzungspunkt der Landesstraßen L871 und L872 sowie an einem Endpunkt der L888.

## Geschichte
Hatten oder auch Kirchhatten wurde als „Hatho“ erstmals im Jahre 860 urkundlich erwähnt. Für das Jahr 1260 erscheint zur Abgrenzung gegenüber gleichlautenden Orten erstmals der Name Kerkhatten.

## Religion
Im Ort ist der Sitz der Kirchengemeinde Hatten mit der St.-Ansgari-Kirche, deren Erbauung auf den Zeitraum von 1190 bis 1195 datiert wird.

## Persönlichkeiten

### Söhne und Töchter des Ortes
- Anton I. von Aldenburg (1633–1680), Reichsgraf und Statthalter der Grafschaften Oldenburg und Delmenhorst
- Hermann von Wicht (1879–1942), ev. Theologe
- Peter Suhrkamp (1891–1959), Verleger